# 清算 (僧)
清算（しょうさん、正応元年（1288年）- 貞治元年/正平17年11月14日（1362年11月30日））は、鎌倉時代末期から南北朝時代の真言律宗の僧侶。字は彦證。

## 略歴
大和国の白毫寺にて定盛の教えを受けてその戒律と学問を継ぎ、後に東大寺の凝然の下でも受戒した。後に白毫寺や東大寺に居住して、戒律を講じたり、多くの著作を著したりした。嘉暦2年（1327年）、興福寺南円堂の修復に功績を挙げ、延文年間（1356年 - 1361年）に西大寺の長老を務めて教学を振興した。
著作として『霊峰記』・『帰敬儀口決鈔』・『円宗綱義』・『三宗綱義』・『戒体章綱義』・『戒体章抄』・『灌頂唐和大事秘伝』・『三宝綱義』・『持犯綱義』・『四薬綱義』・『菩薩戒綱義』・『梵網経上巻古迹記綱義』などがある。